# لقاح الفيروس المخلوي التنفسي
لقاح الفيروس المخلوي التنفسي الذي يُباع تحت الإسمين التجاريين أبريسفو وأريكسفي، هو لقاح يحمي من الفيروس المخلوي التنفسي. تستخدمه النساء الحوامل في الفترة من 24 إلى 36 أسبوعًا لحماية الطفل وعند الأشخاص الذين تزيد أعمارهم عن 60 عامًا. ويُعطى من خلال جرعة وحيدة عن طريق الحقن في عضلة الذراع. فهو يقلل من خطر الإصابة بأمراض خطيرة بحوالي 50 إلى 85%.
تشمل الآثار الجانبية الشائعة له؛ الألم في موقع الحقن والتعب و الصداع و آلام العضلات. تختفي هذه الأعراض عادةً في غضون يومين. التأثيرات السلبية كخطر الولادة المبكرة غير واضحة اعتبارًا من عام 2023. وهو يعمل عن طريق تعليم الجهاز المناعي كيفية الدفاع عن الجسم ضد فيروس RSV. ويحتوي أريكسفي على نسخة من البروتين RSVPreF3 بينما يحتوي أبريسفو على المجموعة الفرعية A وB المستقرة قبل الدمج F.
تمت الموافقة على اللقاحين للاستخدام الطبي في الولايات المتحدة وأوروبا وكندا في عام 2023. ظلت الأبحاث حول هذه اللقاحات مستمرة منذ الخمسينيات والستينيات من القرن الماضي؛ بما في ذلك دراسة نشرت في عام 2013 أدت إلى اللقاحات الحالية. وقد دعمت تلك الأبحاث الأساسية التطور السريع للقاحات كوفيد-19.